# Bradycneme
Bradycneme — род динозавров-теропод, окаменелые остатки которого были обнаружены в позднемеловых отложениях маастрихтского яруса формации Sânpetru в бассейне Хацег (Трансильвания, Румыния). Род включает единственный вид Bradycneme draculae, известный только по части нижней правой конечности (образец BMNH A1588), которая, по мнению первооткрывателей, принадлежала гигантской сове.

## История изучения
В 1975 году Harrison и Walker описали двух представителей нового семейства «Bradycnemidae» из Румынии: B. draculae и Heptasteornis andrewsi. Изначально эти образцы были отнесены к предполагаемой пеликанообразной птице Elopteryx nopcsai.
Родовое название, Bradycneme, происходит от древнегреческого βραδύς, что означает "тяжелый", и κνήμη, что означает "нога", поскольку голотип, BMNH A1588, дистальная часть большеберцовой кости шириной 37,8 мм, найденная Maud Eleanora Seeley, была бы очень толстой, если животное действительно было совой (высота тела в таком случае достигала около 2 метров). Видовое название draculae происходит от румынского dracul, что означает «дракон», и относится к Дракуле.
Начиная с Пирса Бродкорба, образец стали сравнивать с небольшими динозаврами-тероподами. Bradycneme, Elopteryx и Heptasteornis с тех пор неоднократно синонимизировались, разделялись и переоценивались, отчасти из-за фрагментарности останков; существуют три проксимальных фрагмента бедренных кости и три дистальных фрагмента плюсневых костей, которые могут принадлежать одному, двум или трём видам.
Согласно исследованию 1998 года, Bradycneme и Heptasteornis были отнесены к одной группе — базальным представителям тетанур — но Darren Naish и Gareth J. Dyke не согласились с этим и отнесли Heptasteornis к альваресзавридам, а Bradycneme — к неопределённым манирапторам. В классификации 2011 года Tom Holtz отнёс Bradycneme к семейству альваресзаврид вместе с Heptasteornis.